# Drittanbietersperre
Eine Drittanbietersperre ist eine Funktion, welche sich beim Mobilfunkanbieter aktivieren lässt, um die Zahlung über die Mobilfunkrechnung an Dritte zu unterbinden. Sie kann meistens auch für einzelne Dienstkategorien getrennt aktiviert werden.